# Мохаммад Али Фардин
Мохаммад Али Фардин (перс. محمدعلی فردین‎, род. 4 февраля 1931 в Тегеране, Шаханшахское Государство Иран — 6 апреля 2000, Тегеран, Исламская Республика Иран) — иранский актёр, кинорежиссёр и борец (вольная борьба). Он снимался во многих фильмах дореволюционного периода.

## Биография
Мохаммад Али Фардин родился в бедном районе на юге Тегеране. Он был старшим ребёнком в семье.. Его отец, Али Гольфардин, был сотрудником отдела вооружения и театральным актёром театра. После окончания средней школы присоединился к военно-воздушным войскам.
В пять лет, несмотря на сопротивление отца, обратился к профессиональным видам спорта, таким как футбол, гимнастика, плавание и штанга, и в конечном итоге занялся вольной борьбой.
Он ходил в клуб «Dorostee var teev» и изучал приемы борьбы у Кивмарта Абу аль-Мулуки. «Он легко освоил приёмы борьбы и с большей легкостью выполнял их. Он использует свой интеллект и изобретательность, а не силу и мощь рук».
Позже Фардин отправился в тегеранский клуб, где познакомился с известным Голамрезой Тахти, где начал карьеру борца под руководством Хабиболлы Блора. Он первым принял участие в чемпионате страны по борьбе в вольном стиле. В 1953 году в Исфахане завоевал бронзовую медаль в шестом весе, через год был отобран в национальную сборную в весе 73 кг. Он выиграл серебряную медаль на Чемпионате мира по борьбе 1954 года и занял четвертое место в 1957 году.
Мохаммад Али попал в киноиндустрию случайно. Зимой 1959 года пошёл в кино, чтобы посмотреть иностранный фильм, но не смог купить билет, так как была закрыта касса. Тем временем Исмаил Кушан, который был знаком с ним по борцовской арене, пригласил его в кинотеатр.
Кушан предложил ему роль в фильме Cheshme-ye Ab-e Hayat режиссера Сиамака Ясеми, и Фардин согласился, сыграв свою первую профессиональную роль в кино.
Съёмках в фильмах Farda Roshan As и Faryad-e Nime Shab режиссера Самуэля Хачикяна является поворотным моментом в его актёрской карьере, которые смогли получить титул лучшего и самого кассового фильма года, но с фильма стал известным на всю страну. Годы с 1962 по 1968 стали пиками его карьеры.
Один из главных киношедевров иранского дореволюционного кино — фильм «Король сердец», снятый с участием Фардина. Фильм, который был хорошо принят публикой, на самом деле был протестом против монотонного кинематографа того времени. Эта проблема обострилась после выхода картины Ganj-e Gharoon. В те годы, чтобы избавиться от этой ситуации, он снял всё для себя, чтобы не было песен, кафе и так далее. У него был только пустынный фон, и на таком визуальном фоне было очень сложно развлекать людей в течение двух часов. Во время съёмок этого фильма мы могли работать только полтора часа в день. То есть с 6 до 7 утра. После этого погода стала такой жаркой, что нельзя было вообще выходить на улицу. Так что посмотрите, насколько однообразным был для меня кинотеатр, что я был готов снять другой фильм с этими проблемами.
Поскольку Фардин являлся режиссёром этого фильма, он вернулся к своему истинному персонажу, который является символом рыцарства, героизма, знаний и амбиций. А ещё он известен как первая суперзвезда иранского кино и имел титул «Король сердец».
Мохаммад Али Фардин был одним из немногих актёров дореволюционного кино, которые снимался также за рубежом, в итальянском вестерне Ed ora... raccomanda l'anima a Dio! 1968 года и карине совместного производства с Индией Subah-o-Shaam 1972 года.
После исламской революции 1979 года, Фардина, как и многих других известных артистов, неоднократно вызывали в Революционный суд. В конце концов ему запретили заниматься творческой деятельностью и Фардин вынуждено ушёл из кинематографа.
Что касается протеста против запрета его работы и многих его коллег после революции, Фардин сказал в видеоинтервью с режимом Исламской Республики:

Зачем рубить крылья — всегда был вопрос?!
Наша работа — это работа артиста, это произведение искусства, человека, проработавшего в этой области искусства двадцать восемь и тридцать лет, чтобы однажды отрезать себе крылья или отрезать руки и ноги, что, на мой взгляд, несправедливо в Исламской Республике.
Каждый из нас, те немногие, кто был в этом кинотеатре, на самом деле являются историей кино, никто не может стереть наше имя, потому что в сердце каждого из этих людей написаны наши имена и в любом случае мы имеем право сказать что у нас есть доля в этом кино.
Оригинальный текст (перс.)همیشه این سؤال بود که چرا باید بالهای ما قیچی بشه؟!

کار ما کار هنریست کار ذوقیست، یک کسی که بیست و هشت سال سی سال در این قسمت کار هنری و ذوقی کار کرده یک مرتبه بال‌هایش را بچینند یا دست و پاشو قطع کنند آن‌هم در جمهوری اسلامی به نظر من انصاف نیست.

ماها هر کدوم اون تعداد انگشت شماری که در این سینما بودیم در واقع تاریخ سینما هستیم، هیچ‌کس نمیتونه اسم ما رو پاک بکنه، چون در قلب یک یک این مردم نوشته شده اسامی ما و به هر صورت حق داریم که بگیم در این سینما سهمی داشته‌ایم

Несмотря на запрет, Мохаммад Али смог сняться один раз после революции, в 1982 году в фильме Barzakhi-ha режиссёра Ираджа Гадери.
В отличие от коллег по цеху, Фардан не покинул Иран после революции и продавал ковры в собственном магазине в районе Ванак на севере Тегерана.
Мохаммад Али Фардин скончался в результате остановки сердца 6 апреля 2000 года. Он был похоронен на кладбище Бехешт-э-Захра в Тегеране. Известия о его смерти в значительной степени проигнорировалось государственным радио и телевещательными компаниями, которые действовало согласно диктату исламского истеблишмента, не одобрявший его актёрскую карьеру и запретивший сниматься после революции 1979 года. В тоже время на его похоронах в Тегеране присутствовали более 20 000 скорбящих..

## Фильмография

### В качестве актёра
| Год  |   | Русское название   | Оригинальное название                       | Роль             |
| ---- | - | ------------------ | ------------------------------------------- | ---------------- |
| 1960 | ф |                    | چشمه آب حیات                                |                  |
| 1960 | ф |                    | فردا روشن است                               |                  |
| 1966 | ф | Человек с Тегерана | Mardi az Tehran / Wadi al mot (ар.)         |                  |
| 1966 | ф |                    | Gadayan-e Tehran                            |                  |
| 1966 | ф |                    | Jahan Pahlavan                              |                  |
| 1967 | ф |                    | Toofan-e Nooh                               |                  |
| 1967 | ф |                    | چرخ فلک                                     | Mamal Feshfesheh |
| 1968 | ф |                    | طوفان بر فراز پاترا                         |                  |
| 1968 | ф |                    | Ed ora... raccomanda l'anima a Dio! (итал.) | Stanley Maserick |
| 1968 | ф | Король сердец      | سلطان قلب‌ها                                 | Saeed            |
| 1969 | ф |                    | بهشت دور نیست                               |                  |
| 1971 | ф | Утро и вечер       | همای سعادت / Subah-o-Shaam (хинди)          | Aarun            |
| 1971 | ф |                    | Ayoob                                       | Ayyoob           |
| 1971 | ф |                    | Yek Khoshkel va Hezar Moshkel               |                  |
| 1971 | ф |                    | Mard-e Hezar Labkhand                       |                  |
| 1971 | ф |                    | Baba Shamal                                 | Baba Shamal      |
| 1971 | ф |                    | Mi’adGah-e Khashm                           | Ghadam           |
| 1971 | ф |                    | Mardan-e Khashen                            | Nasir            |
| 1971 | ф |                    | Homa-ye Sa’adat                             | Aram             |
| 1971 | ф |                    | Raze Derakhte Senjed                        |                  |
| 1972 | ф |                    | Jahanam + Man                               |                  |
| 1973 | ф |                    | Jabbar, Sarjookhe Farari                    |                  |
| 1973 | ф |                    | Ghesse-ye Shab                              | Mohsen           |
| 1974 | ф |                    | شکست‌ناپذیر                                  | Akbar            |
| 1974 | ф |                    | Salam bar Eshgh                             |                  |
| 1974 | ф |                    | ناجورها                                     |                  |
| 1974 | ф |                    | Javanmard                                   |                  |
| 1975 | ф |                    | Movazebe Kolat Bash                         | Farhad           |
| 1975 | ф |                    | Ta’asob                                     |                  |
| 1975 | ф |                    | قرار بزرگ                                   | Amir             |
| 1976 | ф |                    | غزل                                         | Hojjat           |
| 1978 | ф |                    | بر فراز آسمان‌ها                             | Ramin / Shahin   |
| 1982 | ф |                    | برزخی‌ها                                     | Seyyed Yaqub     |

### В качестве режиссёра
1. Gorg-haye Gorosneh (1962)
2. Eshgh-o Entegham (1965)
3. Khoshgel-e Khoshgela (1965)
4. Gadayan-e Tehran (1966)
5. Hatam-e Tahei (1966)
6. Solatan-e Ghalb-ha (1968)
7. Ghasre-e Zarrin (1969)
8. Jahannam + Man (1972)
9. Ghesse-ye Shab (1973)
10. Gharar-e Bozorg (1975)
11. Bar faraz-e Aseman-ha (1978)